# 安藤なつ
安藤 なつ（あんどう - 、本名：安藤 和代（あんどう かずよ）、1981年〈昭和56年〉1月31日 - ）は日本のお笑いタレント、女優。
メイプル超合金のツッコミ担当。相方はカズレーザー。サンミュージックプロダクション所属。東京都出身。
おかっぱ眼鏡に紫色の服がトレードマーク。弟がいる。芸人仲間からなっちゃん、なつさんと呼ばれている。
2020年に自身のYouTubeチャンネル「メイプル超合金安藤なつ」開設。

## 略歴
東京都西多摩郡日の出町出身。

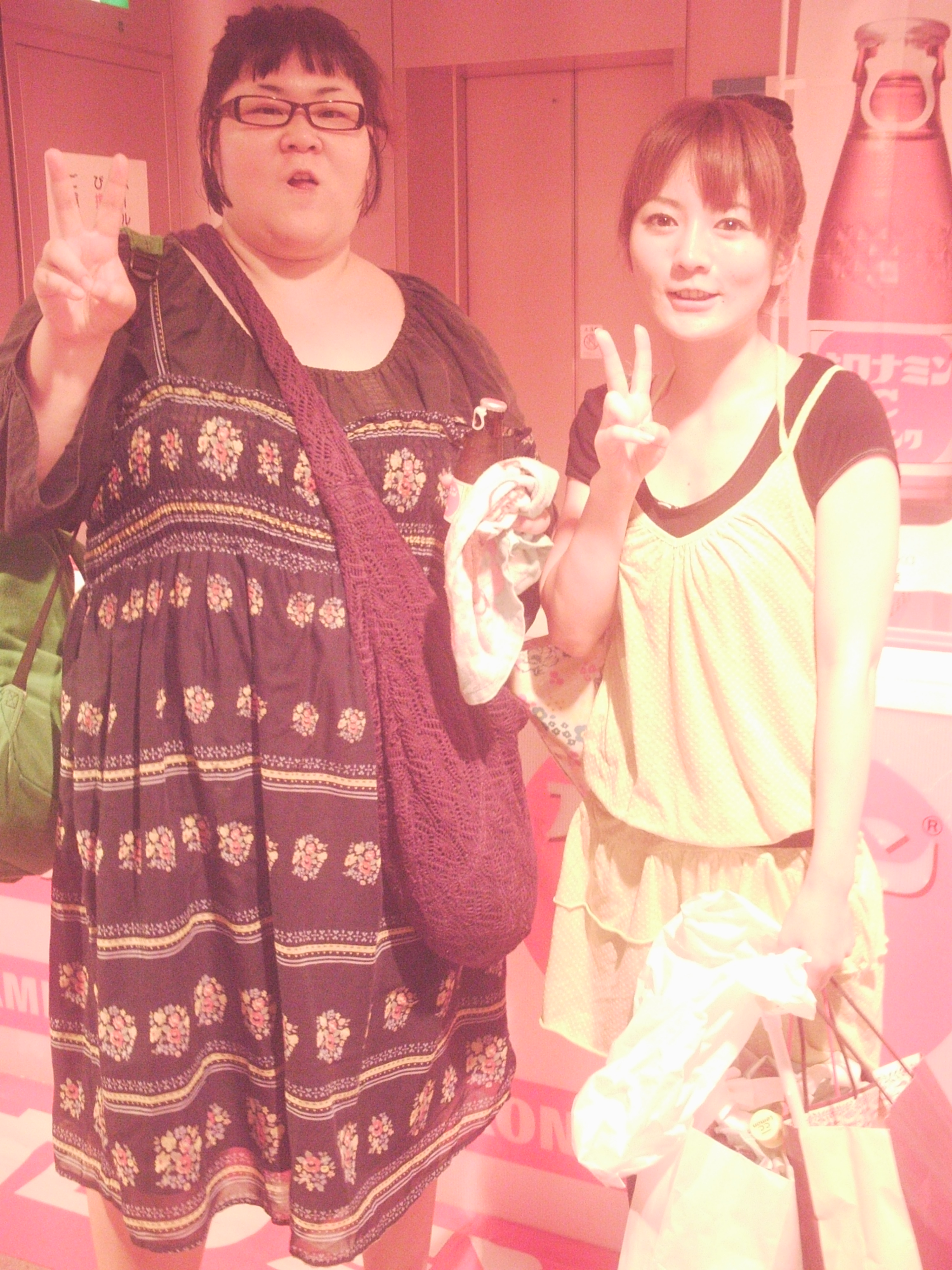
コンビ「ぷち観音」時代の安藤なつ（左。右は松原陽子。2010年7月）

身長170cm、体重130kg。血液型はA型。安藤は本名で、「なつ」は「あんドーナツ」から、ブッチャーブラザーズのリッキーが命名した。一部で「女芸人界のマツコ」とも表現されている。
中学生の時に『タモリのスーパーボキャブラ天国』に出演していたアンラッキー後藤を好きになったことが、芸人を目指そうと意識するきっかけとなった。ある日の放送でその後藤が「相方募集中」というカードを提げてネタをやっていたのを視て鵜呑みにし、「相方にして下さい」と言ったファンレターを出したことがあった。
東京都立南多摩高等学校（現・東京都立南多摩中等教育学校）定時制卒業。
高校生時分に流れ星の路上ライブを観に出掛け、太田プロダクションのセミナーに通っていた男性2人とトリオを組んで活動していたがすぐに解散した。2004年、本格的デビューした当初は窪田あつことのコンビ『なつ☆あつこ』で活動。『なつ☆あつこ』解散後はしばらくピン芸人で活動、2009年9月に、すでにタレントとして活動していた松原陽子と『ぷち観音』を結成。『ぷち観音』としての初のライブ出演は、同年9月30日の『メスサンミュージック』（新宿区 ピンクビッグピッグ）だった。ぷち観音では主にツッコミを担当していた。
2010年6月11日に、まぁこ、なんしぃ（大好物）との肥満体型の女芸人三人でライブ『盛りガール〜高カロリーナイト〜』（東京都杉並区・阿佐ヶ谷ロフトA）を催した。
『ぷち観音』は2012年7月に解散し、8月に当時ピン芸人だったカズレーザーとのコンビ『メイプル超合金』を結成する。メイプル超合金でも引き続きツッコミ役を担当。2015年にM-1グランプリなどで頭角を現し、テレビ出演が急増する。
2019年11月22日に、自身のブログで6歳年下の介護職の一般人男性との結婚を発表。相方のカズレーザーが新元号「令和」に彼の本名・和令（かずのり）がニアピンという事もあり、安藤もそれにあやかりたいということで「令和元年婚」を宣言していたが、その年中に結婚できなければカズレーザーに貯金を全額プレゼントすると約束していた。
2021年6月29日に、離婚調停中であることが『デイリー新潮』で報じられ、12月29日に離婚が成立したことを公表した。
2023年3月29日に、介護福祉士の国家試験に合格したことを明かした

## 人物
頼まれて西口プロレスで21歳頃から受付などをやっていたが、その後ノリでレスラーとしても活動し、「どすこいロリータ」のキャッチフレーズで出場した。かつて「優香。」の名前で出場し、バットを振り回すなどパフォーマンスを披露した。
毎年同じ1月31日生まれの三田寺理紗と合同で誕生日を祝われるなど、伊集院光に可愛がられている。安藤は「カミさん以外で唯一、何も気にせずにサシで飯に行ける女」「俺となっちゃんが裸で抱き合ってても『相撲とってんだな』としか思わないでしょ」と伊集院は語る。
デビュー当初来、端役だが容姿を活かしてテレビドラマに出演した。2014年12月14日放送のプレミアムドラマ『ナンシー関のいた17年』（NHK BSプレミアム）で、ナンシー関役でドラマ初主演。この時安藤はナンシーのことを知らなかったとのことだが、ナンシーの個展「顔面遊園地」に行ったり、著書やマスキングテープなどのグッズを購入したりして研究し、役作りに努めた。
ブレイク前は『志村けんのだいじょうぶだぁ』など、フジテレビの志村けん主演番組に「太った女」の役でピンポイント出演することが多く、オチをよく担当していた。
小学生の頃から介護の手伝いをしていた。高校卒業後にヘルパー2級の資格を取得している。高校進学時には、4校の柔道部から特待生として推薦が来たものの、推薦は嬉しかったが特待生で入っても「ケガをしたら終わりだな」と思ったことと朝早起きしたくないと考えたこともあり、全て断ったという。
趣味は回転寿司巡り。一時、一輪車が特技だったこともあった。バイクは16歳の頃から愛用、2017年には大型二輪免許を取得し、ハーレーダビッドソンも所有している。
尻を固くすることが特技の一つで、尻が鉄板のように固いとの評判がある。
少食な方で、回転寿司も10皿が限界だと話していたことがある。
たこ焼きが大好物で、芸人仲間とちょくちょくたこ焼きパーティーを開いている。たこ焼きの中にチャーハンやアメリカンドッグなど、たこ以外の物を入れて食べているときがある。
青森出身のロックバンド人間椅子のファン。テレビ出演の際に人間椅子のTシャツを着ていたり、ライヴ会場に足を運んだりしている。
20代から介護職を経験しており、元々貯金をしており自立したしっかり者の女性であったと知られる。カズレーザーとコンビを組む前は芸人を廃業することを考えて介護職の求人を探していた。

## 出演
ぷち観音時代の出演はぷち観音#出演、メイプル超合金での出演はメイプル超合金#出演の各節を参照。

### 現在の出演番組

#### テレビ
- 教えて!なつさん カイゴのミリョク（テレビ愛知、2020年10月 - ） - MC、冠番組
- バナナマンのせっかくグルメ!!（TBS、2020年2月 - ） - 準レギュラー
- デカ盛りハンター（テレビ東京、2020年4月 - ） - 準レギュラー
- ももクロChan〜Momoiro Clover Z Channel〜（テレビ朝日、2017年 - ） ‐ 不定期出演
- 大人のバイク時間 MOTORISE（BS11、2018年7月 - ） - 不定期出演
- ソレダメ!〜あなたの常識は非常識!?〜（テレビ東京） - 不定期出演

#### ラジオ
- ザ・ラジオショー（ニッポン放送、2020年9月 - ） - 水曜アシスタント

### 過去の出演番組

#### ドラマ
- クロサギ 第7話（TBS、2006年5月26日）
- 7万人探偵ニトベ（BS朝日）- episode 3「ダンディ坂野殺人事件」（2009年5月8日）
- アタシんちの男子 第6話（フジテレビ、2009年5月19日） - 冴子 役
- ラストメール2 第6話 （2009年11月19日、テレビ朝日）
- マジすか学園（2010年、テレビ東京）- 矢場久根女子高校幹部 役
  - マジすか学園2  最終話「青春と気づかないまま」（2011年7月1日、テレビ東京）
- トラブルマン（2010年、テレビ東京）
- リバウンド　第5話（2011年5月25日、日本テレビ） - 書店のOL 役
- ドラマ24「ここが噂のエル・パラシオ」 第6話 （2011年11月11日、テレビ東京）
- 土曜ワイド劇場 「はみだし弁護士・巽志郎」（2012年10月20日、テレビ朝日）
- タンクトップファイター　第5話・第6話（2013年5月23日・30日、TBS） - 粟根夜須子 役
- TRICK番外編 警部補 矢部謙三2 第5話（2013年8月9日、テレビ朝日）
- プレミアムドラマ「ナンシー関のいた17年」（2014年12月14日、NHK BSプレミアム） - 主演：ナンシー関 役
- 金曜ロードSHOW!特別ドラマ企画「ラストコップ」（2015年6月19日、日本テレビ×Hulu共同製作）
- デスノート 第3話（日本テレビ、2015年7月19日）
- 天才バカボン〜家族の絆〜（2016年3月11日、日本テレビ） - ママの同級生 役
- 吉祥寺だけが住みたい街ですか?（2016年10月14日 -、テレビ東京） -  主演：重田都子 役　[33]
- 脳にスマホが埋められた!（2017年） ‐ 安田部々香
- パパとなっちゃんのお弁当 第3話 - （2023年1月18日 - 3月17日、日本テレビ） - 総菜屋「黄色いハンカチ」店主・白鳥芽依 役

#### 映画
- ラフ ROUGH - 田沼春子 役
- まほろ駅前狂騒曲 - 屈強な看護師 役

#### オリジナルビデオ
- 仮面ライダーゴースト 一休眼魂争奪！とんち勝負（バトル）！！ - 笹原真由子 役

#### テレビバラエティ
- 歌ゥ芸人せぇるすまん～下町レコード奮闘記～（テレビ東京、2018年4月 - 2019年3月） - 秘書 役
- 志村屋です。（フジテレビ） - 主に後半のコントで出演。上記と同様、ほとんど上島竜兵へのからみの場面（オチ）で出演。なお、「なつこ」名で出演することがあった[34]。
- 志村座（フジテレビ、2014年5月7日・8月20日・10月15日・12月10日、2015年4月28日）
- 志村の時間（フジテレビ、2016年 第25回・第37回・第38回）（コントのみ）
- ピカっと解決　ピカちんハンター（テレビ東京、2017年10月7日 - 12月23日）
- 教えてもらう前と後（TBS、2020年4月 - 2021年9月） - 不定期出演
- 天才てれびくんhello,（Eテレ、2020年4月 - 2023年3月 ） - 準レギュラー
- 所JAPAN（フジテレビ、2021年2月 - 2023年3月） - 準レギュラー

スペシャル番組
- 24時間テレビ27（日本テレビ、2004年8月21日） - 『アナタ自身が私の夢 若手芸人100組!!大集合 オレのNo.1憧れ芸人はどんな人?～超ゲキ熱ぃ真夏の大勉強会!!』
- 志村けんのバカ殿様
  - 笑いも紅葉も咲き乱れスペシャル（フジテレビ） - 2005年10月5日
  - 新春初笑いドスコイ!スペシャル （フジテレビ） - 2006年1月5日
  - 爆笑秋の祭典!笑って2時間スペシャル（フジテレビ） - 2007年10月2日
  - 2008!笑いのお年玉スペシャル（フジテレビ） - 2008年1月4日
  - 秋!笑いの祭典スペシャル（フジテレビ） - 2009年10月6日 女王蜂の母役（オチ、上島竜兵へのからみの場面）
  - 初笑い!時代劇スペシャル （フジテレビ） - 2010年1月7日
  - 桜満開スペシャル!!（フジテレビ） - 2010年3月24日
- 幹事さまぁ〜ず 女だらけの大新年会（生）アイドルいちご祭り2008 （日本テレビ、2007年12月31日深夜=2008年1月1日未明） - 『フレッシュアイドルゴングショー』出演
- サタデーバリューフィーバー「Gスタ!!」（日本テレビ、2008年4月5日）
- 西口DXプロレスDVD発売記念!!番組見たら即買いSP （テレビ朝日、2009年2月7日）
- ドリーム・プレス社 スペシャル「噂のダイエット成功と失敗の分かれ道・ドリーム・プレス社D-1コンテスト」（TBS、2009年3月20日）
- 志村けんのだいじょうぶだぁ（フジテレビ）
  - 志村けんのだいじょうぶだぁスペシャル（2010年2月16日）
  - 2014年6月17日
  - 志村けんのだいじょうぶだぁ夏休みスペシャル(2015年7月21日)
  - 志村けんのだいじょうぶだぁお茶の間に笑顔をSP(2015年11月25日)
- サタデーバリューフィーバー 「一攫千金$ジャックポット」（日本テレビ、2010年11月13日）
- マッチング・ラブ （TBS、2014年12月24日）
- 明石家さんまのコンプレッくすっ杯～春の無差別級トーナメントスペシャル（テレビ朝日、2016年3月18日）
- さんま＆女芸人お泊まり会～初めて後輩に語る、62年走り続けた男の人生哲学～（フジテレビ、2018年5月26日）
- オールスター後夜祭（2018年10月7日[35]、TBS）
- 中川家礼二の美食鉄道 (2019年1月5日、東京MX)

#### インターネット番組
- なでしこサンミュージック（ニコジョッキー、2011年8月12日- 2013年10月(#22)/月1配信） コンビでレギュラー出演（ぷち観音 → メイプル超合金）
- 富田といえば◯◯！（ニコジョッキー、安藤の出演は　2013年1月 - 2016年） 隔週木曜レギュラー
- 業界激震！？マジガチランキング（abemaTV、2017年4月 - 9月）レギュラーゲスト

#### ラジオ
- オテンキのりのレコメン!（文化放送、2016年4月6日） - ケータイDJ
- ○○家の午後8時（NHKラジオ第1、2018年5月4日）
- ナイツ ザ・ラジオショー 水曜パートナー (ニッポン放送、2020年9月9日 -)

### DVD
- 志村けんのバカ殿様 大盤振舞編 如月の巻（2008年9月25日、ワーナー・ホームビデオ） - 太ったランプの精[36]（オチ）
- 『伊集院光のばらえてぃー』シリーズ
  - 伊集院光のばらえてぃー ラジオの魅力に迫りまSHOW!～投稿しNIGHT～の巻（2012年4月27日、ホリプロ／ポニーキャニオン）
  - 伊集院光のばらえてぃー 体内時計でぴったんこの巻（2012年7月27日、ホリプロ／ポニーキャニオン）
  - 伊集院光のばらえてぃー＋ ランナーズハイでわっはっはの巻（2013年2月20日、ホリプロ／ポニーキャニオン）
  - 伊集院光のばらえてぃー＋ おぼえておぼえて6ヶ月の巻（2013年3月20日、ホリプロ／ポニーキャニオン）

## 書籍
- 『知っトク介護 弱った親と自分を守る お金とおトクなサービス超入門』 （KADOKAWA、2022年2月25日）[37] ISBN 978-4048971683 - 太田差惠子との共著
- エッセイ『介護現場歴20年。』 （主婦と生活社、2024年1月31日）[19] ISBN 978-4391161014